# 캐나다 국립미술관

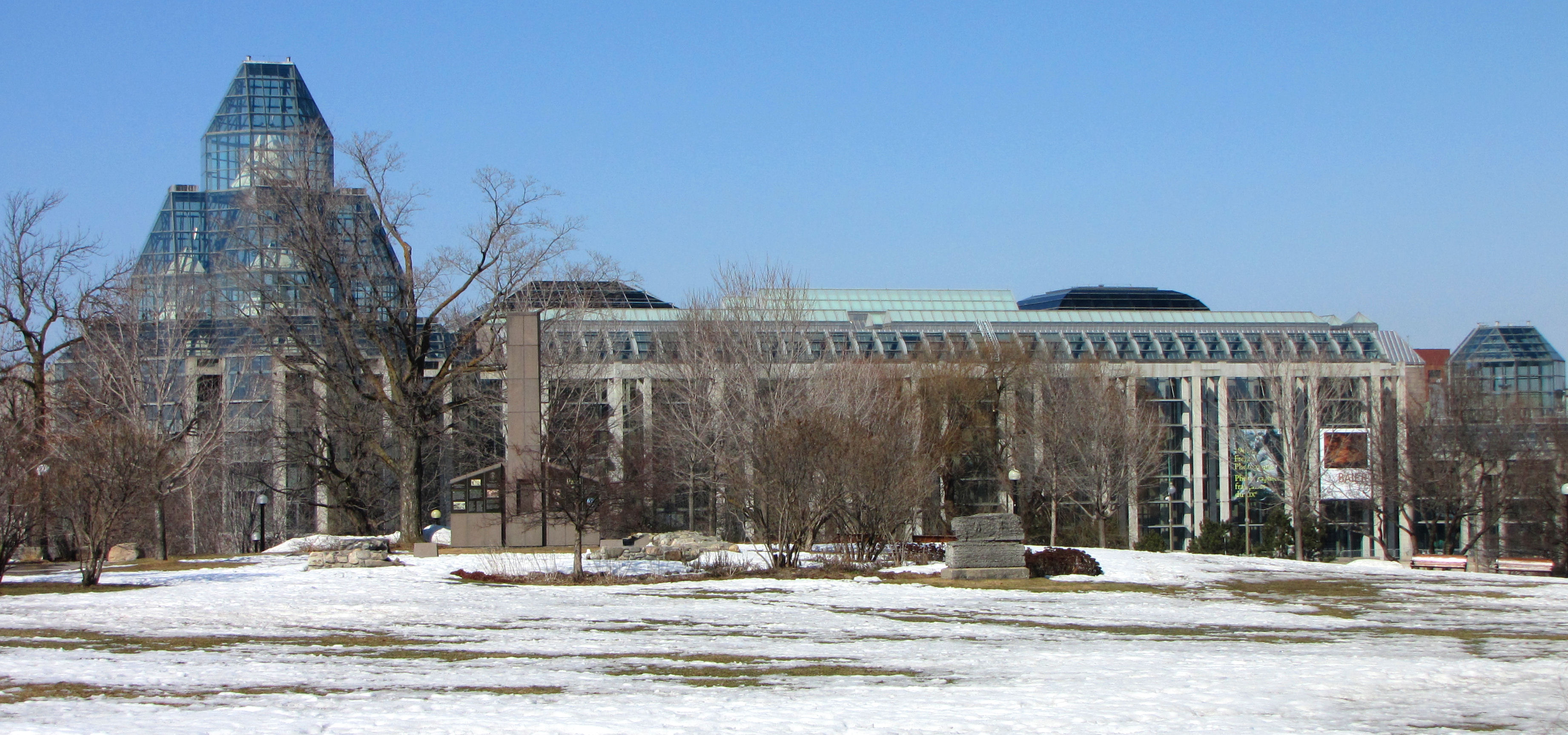
캐나다 국립미술관

캐나다 국립미술관(영어: National Gallery of Canada)은 캐나다 온타리오주 오타와에 위치한 미술관이다.

## 같이 보기
- 가장 큰 미술관 목록